# Lista de treinadores do Boston Celtics

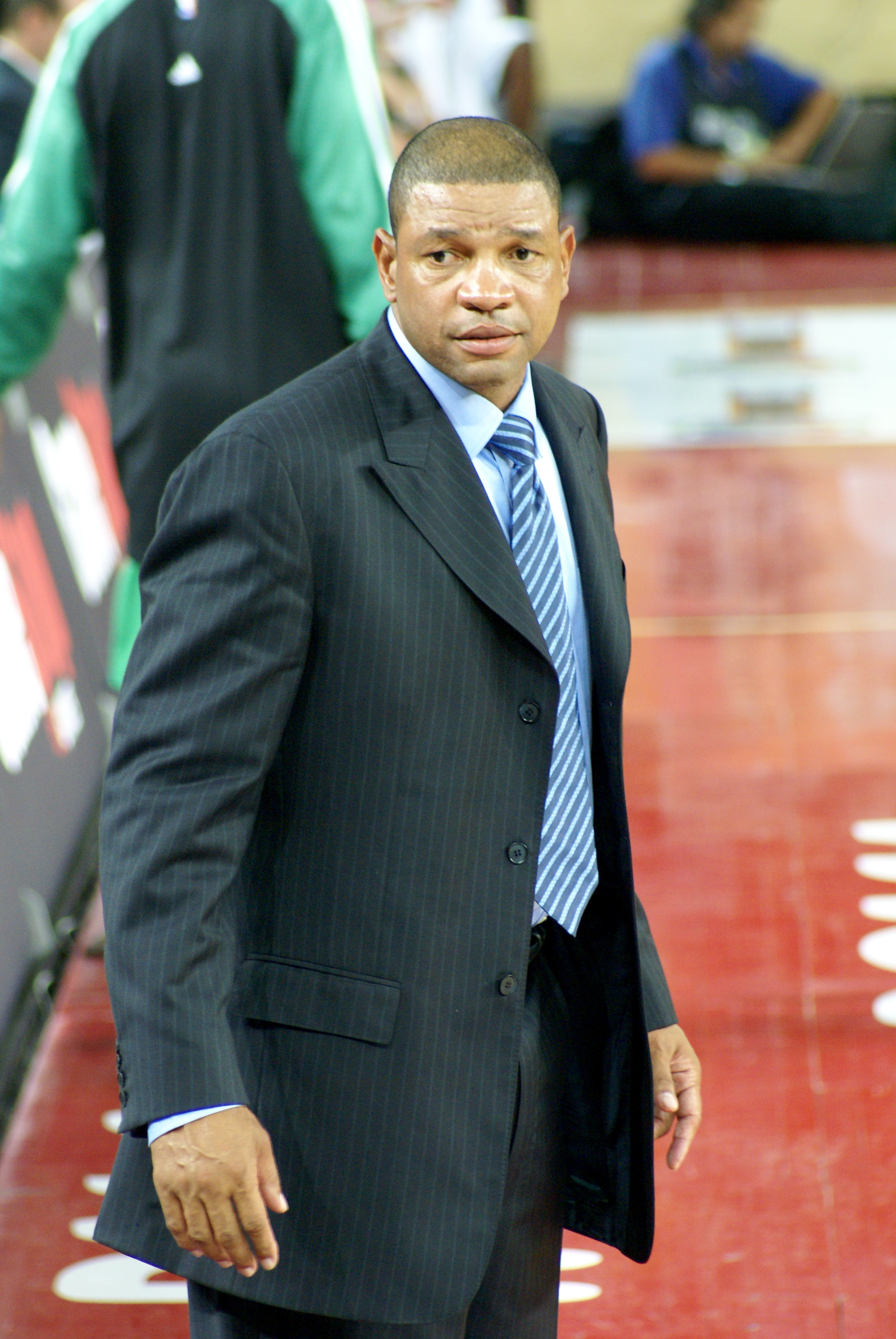
Doc Rivers é o atual treinador do Boston Celtics.

Este anexo lista os treinadores do Boston Celtics por ordem cronológica, time profissional de basquetebol, que pertence à Divisão do Atlântico, da Conferência Leste, da National Basketball Association (NBA). Tem como ginásio oficial o TD Banknorth Garden. Fundado em 1946, o Boston Celtics possui 17 títulos, sendo a equipe que mais vezes foi campeã na história da NBA. Conquistaram todos os oito campeonatos disputados entre 1959 e 1966, que representa a maior sequência de conquistas de todos os esportes nos Estados Unidos até a data. O Celtics tem como presidente Wycliffe Grousbeck e como gerente-geral Danny Ainge.
A equipe já possuiu 16 treinadores na sua história. O Celtics venceu a primeira temporada da NBA, em 1957, sob o comando de Red Auerbach. Auerbach é também o líder no número de vitórias na sessão regular e em play-offs como técnico. Auerbach e Bill Fitch foram escolhidos como um dos 10 melhores técnicos da história da NBA. Fitch ganhou o prêmio de técnico da temporada em 1979-80, no mesmo ano em que levou a equipe a conquistar o título. Auerbach dirigiu o Celtics e conquistou, em dezesseis temporadas, nove títulos. Também foi eleito técnico do ano em 1965-66. K.C. Jones liderou o Celtics para vencer mais dois campeonatos, 1984 e 1986. Alvin Julian e Auerbach vieram ser introduzidos no Basketball Hall of Fame como técnicos.
Bill Russell, Tom Heinsohn, Tom Sanders, Dave Cowens, K.C. Jones, Chris Ford e M. L. Carr tanto treinaram e disputaram partidas pelo Celtics. John Russell, Alvin Julian, Heinsohn, Sanders, Carr e John Carroll treinaram somente esta equipe. O atual treinador é Doc Rivers, que está no comando do time desde a Temporada 2004-05, e já conquistou um campeonato.

## Técnicos

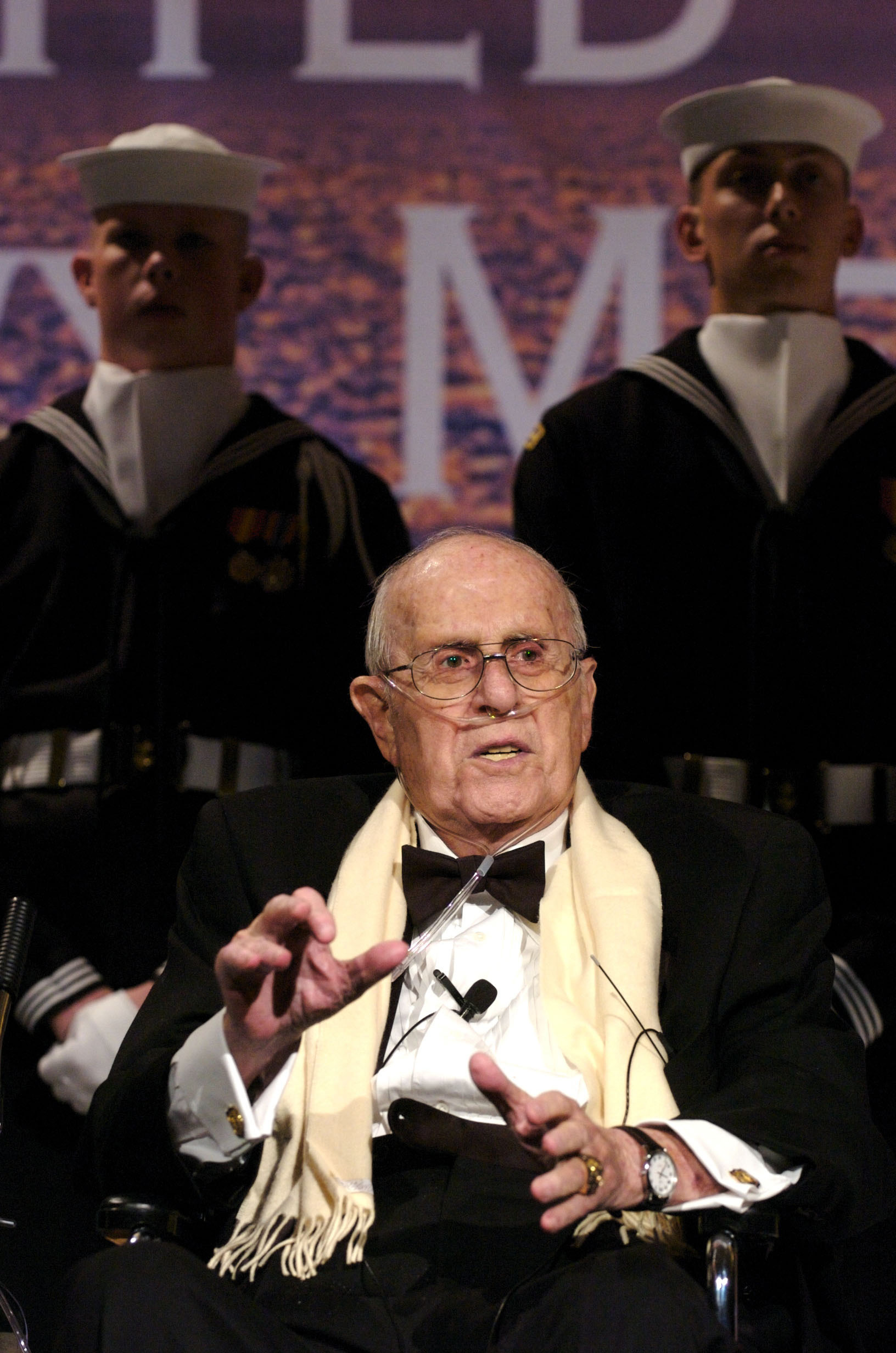
Red Auerbach venceu 9 campeonatos em 16 temporadas.

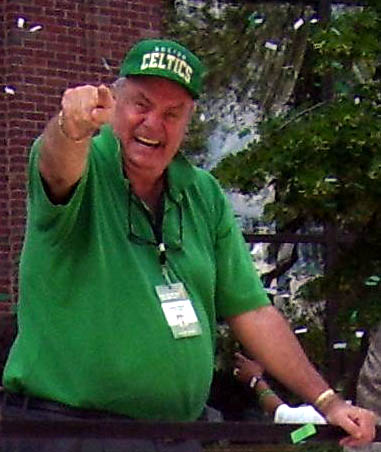
Tom Heinsohn foi nomeado Técnico do Ano da NBA na temporada 1972–73 e venceu as finais de 1974 e 1976.

| #  | Número de técnicos                                        |
| J  | Jogos                                                     |
| V  | Vitórias                                                  |
| D  | Derrotas                                                  |
| %  | Porcentagem de vitória                                    |
| *¶ | Consta no Basketball Hall of Fame como técnico            |
| *  | Durante a sua carreira como jogador, fez parte do Celtics |
| ¶  | Escolhido como técnico da temporada                       |

| #  | Nome           | Tempo         | Temporada Regular | Temporada Regular | Temporada Regular | Temporada Regular | Play-offs | Play-offs | Play-offs | Play-offs | Conquistas | Referência |
| #  | Nome           | Tempo         | J                 | V                 | D                 | %                 | J         | V         | D         | %         | Conquistas | Referência |
| -- | -------------- | ------------- | ----------------- | ----------------- | ----------------- | ----------------- | --------- | --------- | --------- | --------- | --- | ---------- |
| 1  | John Russell*  | 1946–1948     | 108               | 42                | 66                | 38.9              | 3         | 1         | 2         | 33.3      | | [ 5 ]      |
| 2  | Alvin Julian*¶ | 1948–1950     | 128               | 47                | 81                | 36.7              | —         | —         | —         | —         | | [ 6 ]      |
| 3  | Red Auerbach¶  | 1950–1966     | 1192              | 910               | 450               | 65.9              | 148       | 90        | 58        | 60.8      | 9 Títulos (1957, 1959, 1960, 1961, 1962, 1963, 1964, 1965, 1966) Técnico do Ano da NBA (1964-65) Um dos 10 melhores técnicos da história da NBA | [ 7 ]      |
| 4  | Bill Russell   | 1966–1969     | 245               | 162               | 83                | 66.1              | 18        | 12        | 6         | 66.7      | 2 Títulos (1968, 1969) | [ 8 ]      |
| 5  | Tom Heinsohn*  | 1969–1978     | 690               | 427               | 263               | 61.9              | 80        | 47        | 33        | 58.8      | Técnico do ano da NBA (1973-73) 2 Títulos (1974, 1976)                                                                                          | [ 9 ]      |
| 6  | Tom Sanders*   | 1978–1979     | 62                | 23                | 39                | 37.1              | —         | —         | —         | —         | | [ 10 ]     |
| 7  | Dave Cowens    | 1979          | 68                | 27                | 41                | 39.7              | —         | —         | —         | —         | | [ 11 ]     |
| 8  | Bill Fitch     | 1979-1983     | 328               | 242               | 86                | 73.8              | 45        | 26        | 19        | 57.8      | 1 Título (1981) Técnico do Ano da NBA (1979-80) Um dos 10 melhores técnicos da história da NBA                                                  | [ 12 ]     |
| 9  | K.C. Jones     | 1983-1988     | 410               | 308               | 102               | 75.1              | 102       | 56        | 37        | 54.9      | 2 Títulos (1984, 1986) | [ 13 ]     |
| 10 | Jimmy Rodgers  | 1988–1990     | 164               | 94                | 70                | 57.3              | 8         | 2         | 6         | 25.0      | | [ 14 ]     |
| 11 | Chris Ford     | 1990–1995     | 410               | 222               | 188               | 54.1              | 29        | 13        | 16        | 44.8      | | [ 15 ]     |
| 12 | M.L. Carr*     | 1995–1997     | 164               | 48                | 116               | 29.3              | —         | —         | —         | —         | | [ 16 ]     |
| 13 | Rick Pitino    | 1997–2001     | 248               | 102               | 146               | 41.1              | —         | —         | —         | —         | | [ 17 ]     |
| 14 | Jim O'Brien    | 2001–2004     | 258               | 139               | 119               | 53.9              | 26        | 13        | 13        | 50.0      | | [ 18 ]     |
| 15 | John Carroll*  | 2004          | 36                | 14                | 22                | 38.9              | 4         | 0         | 4         | 0.0       | | [ 19 ]     |
| 16 | Doc Rivers     | 2004–presente | 492               | 280               | 212               | 56.9              | 47        | 26        | 21        | 55.3      | 1 Título (2008) | [ 20 ]     |